# شعار موريتانيا
شعار موريتانيا صُمِّمَ في 1 أبريل عام 1959 على أساس علم البلاد.
يتكون من درع أخضر يحوي هلالًا ونجمة صفراوين موروثان من الدولة العثمانية، يرمز اللونان الأخضر والأصفر للثقافة الإفريقية. يحوي الدرع نخلة ونبتة يرمزان لخصوبة البلاد. تحيط بالدرع دائرة حمراء اللون كتب فيها «الجمهورية الإسلامية الموريتانية»باللغة العربية وتكتب بخط الأوقية وهو خط صممته موريتانيا ليكون خطا للوثائق الرسمية ومقابلتها باللغة الفرنسية.

شعار موريتانيا السابق (1 أبريل 1959 - 28 نوفمبر 2018)

وفي 12 من يونيو 2020 أطلقت الحكومة الموريتانية موقعا إلكترونيا  لوقف ما تسميه هي فوضى منتشرة في شعار البلاد وعلمها في الوثائق الرسمية والتي لا تكاد تتشابه منها اثنتان، نظرا لغياب مرجعية موحدة، قابلة للاستخدام وسهلة الولوج

## وصلات خارجية
- الموقع الرسمي للهوية البصرية للدولة الموريتانية